# A Kongói Demokratikus Köztársaság a 2020. évi nyári olimpiai játékokon
A Kongói Demokratikus Köztársaság a japán Tokióban megrendezett 2020. évi nyári olimpiai játékok egyik részt vevő nemzete volt. Az országot az olimpián 4 sportágban 7 sportoló képviselte, akik érmet nem szereztek.

## Atlétika
Férfi
| Versenyző      | Versenyszám | Selejtező | Selejtező | Selejtező | Előfutam | Előfutam | Előfutam | Elődöntő | Elődöntő | Elődöntő | Döntő   | Döntő    |
| Versenyző      | Versenyszám | Idő       | Hely.     | Össz.     | Idő      | Hely.    | Össz.    | Idő      | Hely.    | Össz.    | Idő     | Helyezés |
| -------------- | ----------- | --------- | --------- | --------- | -------- | -------- | -------- | -------- | -------- | -------- | ------- | -------- |
| Olivier Mwimba | 100 m       | 10,63     | 3.        | 10.       | 10,97    | 9.       | 58.      | kiesett  | kiesett  | kiesett  | kiesett | kiesett  |

## Cselgáncs
Női
| Versenyző     | Versenyszám  | 32-es főtábla                             | Nyolcaddöntő      | Negyeddöntő       | Elődöntő          | Vigaszág elődöntő | Bronz- mérkőzés   | Döntő             | Helyezés |
| Versenyző     | Versenyszám  | Ellenfél Eredmény                         | Ellenfél Eredmény | Ellenfél Eredmény | Ellenfél Eredmény | Ellenfél Eredmény | Ellenfél Eredmény | Ellenfél Eredmény | Helyezés |
| ------------- | ------------ | ----------------------------------------- | ----------------- | ----------------- | ----------------- | ----------------- | ----------------- | ----------------- | -------- |
| Marie Branser | Félnehézsúly | Alekszandra Babinceva (ROC) · 01(2)–10(1) | kiesett           | kiesett           | kiesett           | kiesett           | kiesett           | kiesett           | 17.      |

## Ökölvívás
Férfi
| Versenyző    | Versenyszám | Selejtező                     | Nyolcaddöntő                  | Negyeddöntő       | Elődöntő          | Döntő             | Helyezés |
| Versenyző    | Versenyszám | Ellenfél Eredmény             | Ellenfél Eredmény             | Ellenfél Eredmény | Ellenfél Eredmény | Ellenfél Eredmény | Helyezés |
| ------------ | ----------- | ----------------------------- | ----------------------------- | ----------------- | ----------------- | ----------------- | -------- |
| Fiston Mbaya | Könnyűsúly  | Narimacu Daiszuke (JPN) · 0–5 | kiesett                       | kiesett           | kiesett           | kiesett           | 17.      |
| David Tshama | Középsúly   | Wilfried Ntsengue (CMR) · 3–2 | Darrelle Valsaint (HAI) · 1–4 | kiesett           | kiesett           | kiesett           | 9.       |

Női
| Versenyző       | Versenyszám | Selejtező                  | Nyolcaddöntő                  | Negyeddöntő       | Elődöntő          | Döntő             | Helyezés |
| Versenyző       | Versenyszám | Ellenfél Eredmény          | Ellenfél Eredmény             | Ellenfél Eredmény | Ellenfél Eredmény | Ellenfél Eredmény | Helyezés |
| --------------- | ----------- | -------------------------- | ----------------------------- | ----------------- | ----------------- | ----------------- | -------- |
| Marcelat Sakobi | Pehelysúly  | Nesthy Petecio (PHI) · 0–5 | kiesett                       | kiesett           | kiesett           | kiesett           | 17.      |
| Naomie Yumba    | Könnyűsúly  | erőnyerő                   | Raykhona Kodirova (UZB) · 0–5 | kiesett           | kiesett           | kiesett           | 9.       |

## Taekwondo
Női
| Versenyző     | Versenyszám | Nyolcaddöntő                 | Negyeddöntő       | Elődöntő          | Vigaszág elődöntő | Bronz- mérkőzés   | Döntő             | Helyezés    |
| Versenyző     | Versenyszám | Ellenfél Eredmény            | Ellenfél Eredmény | Ellenfél Eredmény | Ellenfél Eredmény | Ellenfél Eredmény | Ellenfél Eredmény | Helyezés    |
| ------------- | ----------- | ---------------------------- | ----------------- | ----------------- | ----------------- | ----------------- | ----------------- | ----------- |
| Naomie Katoka | Váltósúly   | Ruth Gbagbi (CIV) · kizárták | kiesett           | kiesett           |                   |                   |                   | helyezetlen |